# Rüstzeit (Kirche)
Eine Rüstzeit (auch umgangssprachlich Rüste) ist eine christliche Freizeit, also ein mehrtägiges oder mehrwöchiges Veranstaltungsangebot. Der Begriff ist besonders in den evangelischen Kirchen und Freikirchen in Ostdeutschland verbreitet, da die Bezeichnung „Freizeit“ in der DDR der sozialistischen Jugendorganisation FDJ vorbehalten war.

## Ausprägungen
Wie bei allen christlichen Angeboten gibt es Angebote mit vorwiegend freizeitlichem Charakter (z. B. Skirüstzeiten, Wanderrüstzeiten), seelsorgliche Angebote, bei denen eine geistliche Vertiefung angestrebt wird, und Kurse zu beliebigen Themen unabhängig vom christlichen Hintergrund des Veranstalters. Der Rüstzeit entsprechen in der katholischen Kirche Angebote wie Exerzitien oder Einkehrtage.
Eine Sonderform der Rüstzeiten sind die Familiensingwochen, bei denen sich 10–14 Tage lang christliche Familien unter Leitung eines Kantors oder einer Kantorin in einem kirchlichen Erholungs- oder Rüstzeitenheim versammeln, um gemeinsam kleinere Werke der Kirchenmusik, z. B. Kantaten einzustudieren und im Gottesdienst der nächstgelegenen Kirche und/oder einer speziellen Nachmittags- oder Abendmusik aufzuführen. Die kleineren Kinder werden oft von Studenten oder Studentinnen der Sozialpädagogik oder Kirchenmusik betreut und üben eine eigene kleine Musik, z. B. eine Kinderkantate, ein.
Zur Familiensingwoche gehören auch gemeinsame Spiele, z. T. Wanderungen, Morgen- und Abendandachten.
Rüstzeiten gibt es ferner als Angebot der christlichen Militärseelsorge. Sie dauern mehrere Tage, während derer der Militärgeistliche mit den Soldaten zu einem bestimmten weltanschaulichen und/oder religiösen Thema arbeitet.